# Francesc Canyelles i Balagueró
Francesc Canyelles i Balagueró (Barcelona, 27 de setembre de 1889 - 1938) va ésser un pintor, gravador xilògraf i dibuixant decorador.

## Biografia
Va néixer al carrer de Sant Gil de Barcelona, fill de Francesc Cañellas i Boladeras, natural de Prats de Lluçanès, i de Rosa Balagueró i Rosich, natural de Lleida. Va estudiar a la Llotja de Barcelona, on li atorgaren una beca d'arts decoratives per les seves aptituds. Després passà a Can Ballarín, taller de ferros forjats del mestre Manuel Ballarín, on dibuixà models de serralleria artística. Alguns arquitectes li van encarregar diferents col·laboracions, com per exemple Puig i Cadafalch o Josep Goday.

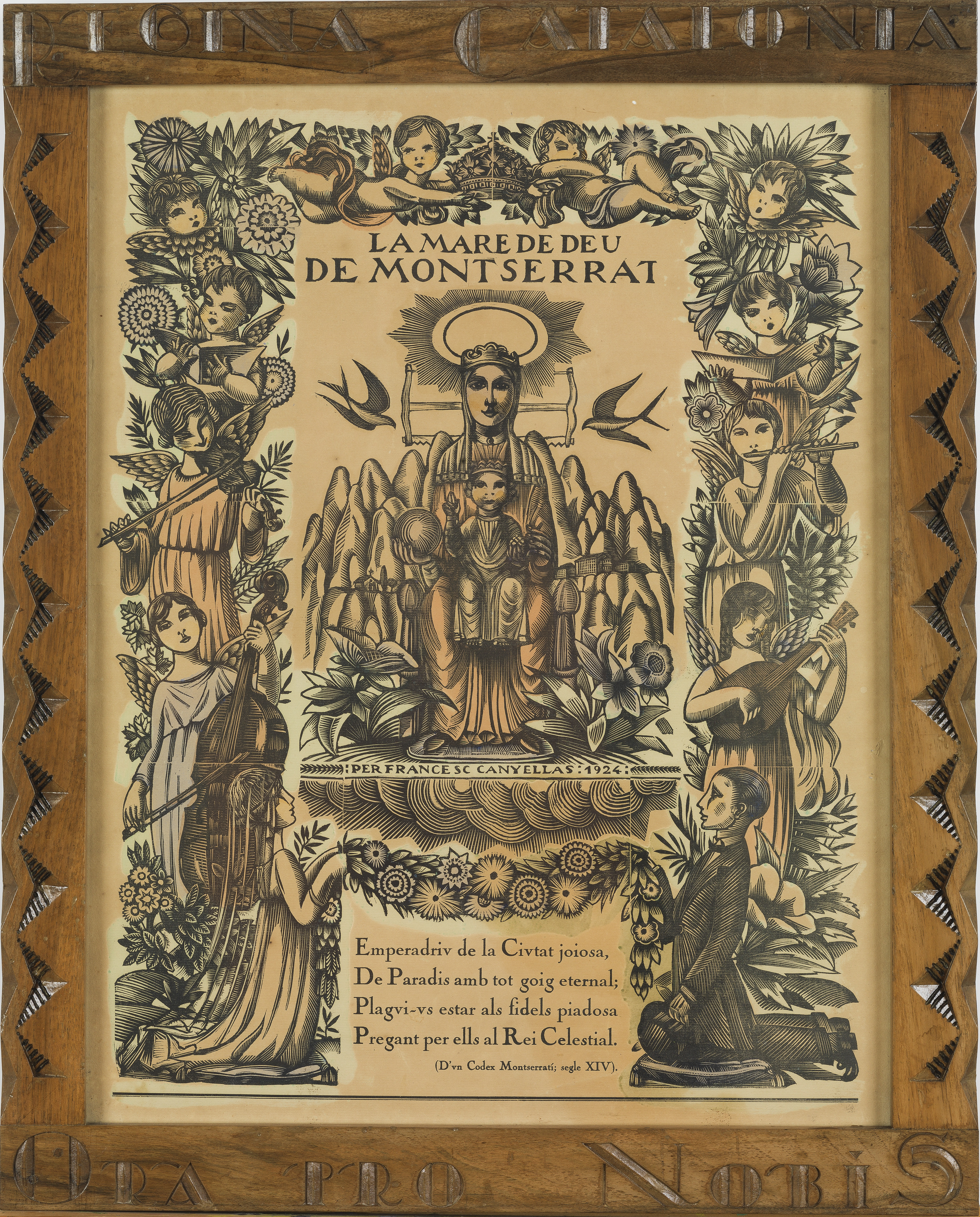
La Mare de Déu de Montserrat, Francesc Canyelles.(1924) Fundació Rafael Masó

Amb aquest últim es feren molt amics i van viatjar a Itàlia plegats on estudiaren els esgrafiats. Així, esdevingué aquesta tècnica essencial per a la decoració de moltes obres de Goday; com per exemple els grups escolars d'estètica noucentista Àngel Baixeras, Pere Vila, Ramon Llull, etc. També participà en la decoració interior de l'edifici de Correus de Barcelona. A més a més, col·laborà amb elements decoratius de pintura a les cúpules laterals i murals del Palau Nacional, i a l'interior del Palau del Parlament. Va ser escollit per a dirigir la decoració i instal·lació de la sala que el Foment del Treball Nacional havia adquirit al pavelló d'Espanya a l'Exposició de Brussel·les del 1910. Feu els trenta-quatre plafons amb ceràmica decorada dels arrambadors del pati de la Casa de l'Ardiaca, restauració encarregada el 1919 a Goday. Quan Josep Tarradellas era conseller de Finances de la Generalitat de Catalunya, li va encarregar un mural per al local de la Conselleria, a la Rambla de Catalunya. Representava una al·legoria dels treballadors del mar i del camp; és la seva última obra, la va fer de pressa, ja que era a finals de la guerra i poc abans de la seva mort. Li són coneguts també nombrosos plafons i esgrafiats a diverses mansions barcelonines.
Era amic del capeller Joan Prats, que tenia una botiga al carrer Ferran de Barcelona. La va restaurar Goday, i Canyelles va decorar la part interior. En acabar la guerra civil, Prats trasllada la seva botiga a la Rambla de Catalunya —avui sala d'exposicions—; els vidres de la façana són també de Canyelles. Feu els dibuixos per a la propaganda de la col·lecció de capells de Joan Prats. Molts d'aquests dibuixos són gravats al boix.
En altres aspectes artístics, va fer xilografies amb textos poètics per al seu amic Josep Maria de Sagarra. També fou un conegut autor d'exlibris, on destaca el que va fer per a la Biblioteca de Prat de la Riba, i el de l'Ateneu Barcelonès. Va fer molts cartells, com el de l'Exposició Internacional de Barcelona, Orquestra Pau Casals, Funicular de Montserrat, o els programes de concert al Palau de la Música Catalana.
Exercí com a professor de decoració a l'Escola Industrial durant 28 anys.
Realitzà diversos viatges d'estudis per França, Itàlia, Bèlgica i Alemanya. L'any 1923, es casà amb Maria Torrent i Pont. D'aquest matrimoni van néixer tres fills, Xavier, que va morir a tretze anys, Ramon i Antoni, decorador i arquitecte respectivament.